# 永恆傳奇
《永恆傳奇》是一款在2000年11月30日由南梦宫（現萬代南夢宮娛樂）所發售的PlayStation角色扮演遊戲。2005年3月3日從PlayStation版移植到PlayStation Portable。
傳奇系列正篇作品中的第三款作品，簡稱「Eternia」或是「TOE」。宣傳標語為「永遠和羈絆」。在傳奇系列中特有的遊戲類型PS版為「永遠和羈絆的RPG」。在2005年3月3日重新發售了PSP版本，修正了戰鬥效果以及追加動畫。

## 故事
豐富自然生態洋溢，人們生活在平和的世界「因菲里亞（インフェリア）」，獵人少年里德（リッド）以及他的青梅竹馬法拉（ファラ），正靜靜的看著天空，這天上有著另一個世界，里德一直嚮往能去那裡看看，這天依舊一樣仰望著天空，但是今天空氣中似乎有點不尋常氣氛，很快的兩人便知道是為什麼了，從另一片大地榭雷斯提亞（セレスティア）的天空中，飛來一個不明飛行物體，筆直的朝里德跟法拉方向飛來，撞毀了狩獵瞭望台，而迷之飛行物體出來的卻是一位可愛的美少女梅樂蒂（メルディ），因為語言不通的緣故，兩人帶著梅樂蒂先回到村子，剛到村長家沒多久，馬上受到另一位不明人士攻擊，因此法拉跟里德被村長視為危險人物趕出村子，兩人決定帶著她前往敏茲（ミンツ）大學，尋找小時後的朋友基爾（キール），想弄清楚這女孩到底說的是什麼，三人便開始踏上牽及兩個世界的旅行。

## 登場人物

### 主要人物
里德·哈雪爾（Rid Hershel，聲優：石田彰）
職業：獵人、因菲利雅人。
本作的主人公，住在因菲利亞的拉修安村（ラシュアン）獵師少年，跟住在同村子的法菈是一起長大的青梅竹馬。
喜歡望著天空看著另一邊的世界，希望過著平靜的獵師生活，當遇到梅樂蒂時跟著法菈一同出去旅行，當然本人對這事並是不喜歡才這麼做的，連同敵對的雷斯都挺身而出手幫忙時，為了保護自己重要的人，也為了援護自己的人，開始自己努力並在戰鬥上表現的更加積極。
個性上不喜歡有變化相當的保守，「當想吃的時候就吃東西」、「想睡覺的時候就睡覺」、「沒有任何事會發生的平靜生活」是里德的信念。不過對於里德不喜歡受到他人的干涉來說，法菈是個特別的存在。在他人緊急情況緊張時，依舊可以平靜態度的面對。
具有劍術上的才能，雖然招式上是我流自創的，擁有「神之力」素質能施展極光術，跟梅樂蒂接觸時會發出彩虹色的光芒。
法菈·艾斯迪德（Farah Oersted，聲優：皆口裕子）
因菲利雅人。
本作的女主角，拉修安村長大的農家女孩，跟里德跟基爾是一起長大的朋友。普通的時候會幫忙田裡的工作，對料理拿手她做的煎蛋是里德喜歡的食物。
表面上是正義感很強，相當有元氣的少女。實際上她心裡對於小時候發生的，拉修安慘劇受到創傷的過去，有意識或是無意識的，覺得自己不會獲得幸福，對於他人的不幸無法置之不管的頃向。
具有勝過里德的力量，在村子附近的魯斯格鬥道場修行過，開頭動畫中就有著把比她體型還巨大的魔物，一腳踢飛的畫面。
基爾·札依貝爾（Keel Zeibel，聲優：保志總一朗）
因菲利雅人。
跟里德以及法菈是一起長大的朋友。
7歲的時候就離開父母的身邊，前往學問之町居住。13歲時就發現其學問的才能，以跳級的方式進入敏特大學就讀。現今是同大學部中研究最困難的，光晶靈學部的所屬學士。
昔日的他運動神經遲鈍、又是個愛哭鬼，活潑的里德，跟法菈約定好不能嘲笑他。因此他對於自己小時候有著相當自卑的一面，由於他埋頭於學業以及研究學問，現在的他比起一般人還是稍嫌體力不足，另一方面對於女色沒什麼招架能力，有著兩次因而流鼻血的紀錄。
另一方面，知識方面非常的豐富，以跳級的方式進入大學，並將知識以及百科辭典記在頭腦裡的優秀能力。不過有著過度偏重理論，不太通融的一面。只要提及他專門的領域，就會變成滔滔不絕的解說毛病。討厭辛辣的食物，原因是小時候法菈曾強迫他喝下塔巴斯科的飲料。對於謝雷斯提亞食物吃不太習慣的樣子。
梅樂蒂（Meredy，聲優：南央美）
榭雷斯提亞人（父親因菲利亞人、母親榭雷斯提亞人）。
擁有褐色肌膚紫色頭髮跟眼睛的少女。
榭雷斯提亞著名晶靈技師加雷諾斯的弟子，未來的技師，她自身具有的晶靈術才能。她兩位雙親也是在加雷諾斯底下進行研究。
搭乘具有飛行能力的機械，飛越到榭雷斯提亞對面的因菲利亞去，在拉修安森林墜落，受到里德跟法菈的幫助。因為榭雷斯提亞人使用的通用語言，是一種叫做梅魯尼克斯語（メルニクス）語的古代晶靈語，而因菲利雅不使用這種語言，所以里德跟法菈完全聽不懂她說什麼。住在莫路路的瑪傑特博士給了他們，可以心靈溝通的耳飾後，告訴里德世界的危機，希望他們成為拯救世界的助力。
因為她的母親反覆進行人體實驗，最後被放棄的經驗，所以她有著害怕被別人捨棄的一面。擁有“闇之極光”的素質，只要接觸“真之極光”素質的人，就會有所反應發出彩虹色的光輝。
巧特（Chat，聲優：野田順子）
榭雷斯提亞人。
榭雷斯提亞的海賊。是傳說著名大海賊艾夫里德的第四代子孫。
戴著跟身體不符合的大海賊帽子，服裝以及金色的短髮，只要說是海賊一見面都會認為她是個男生，實際上是個女孩子。對於弗格主張好幾次自己是女生，但是還是把她當成男的。經常用大人的口氣講話，就算對方沒有禮貌也不會直說的態度。
對先祖艾夫里德的強大抱持著憧憬，懷抱著成為一個海賊的夢想。雙親都還健在，對於海賊不愉快的樣子，避免給她反感，私底下偷偷的幫助她。
她小屋裡的艾夫里德的陷阱是她獨自改造的結果，奇異的改造手法令人難以理解，了解機械有關的知識，對於心算相當不拿手。對動物苦手所以在船裡來回走動的奎奇（クィッキー）就成了她的天敵。
梅魯尼克斯時代，艾夫里德的紀念品，榭雷斯提雅七大秘寶之一，開著萬能艦邦安爾迪亞號（在梅魯尼克斯語中有（富）的意思），尋找祖先所遺留下來的寶物。巧特的小屋是為了等待有實力的人上門，通過設計的測驗就能成為船員。
弗格（Fog，聲優：江原正士）
榭雷斯提亞人。
榭雷斯提亞的自由軍，西爾耶西卡的領導人，不合常識般潛藏無盡的體力，有著「不死身的弗格」這樣的別稱。
強壯的體格是其印象，豪放磊落而不拘小節，身在困境也能豪爽的笑著，並投身其中的人，對於需要深思熟慮思考的事情不拿手。另外，對於他人的心情觀察，細微的感覺不拿手。不過，自然的魅力以及器度，受到西爾耶希卡成員的愛戴，對於自由軍實際內外事務，一律不過問全權交付副官艾拉處理。
他的畫家妻子在數年前，在出門旅行之後就沒有再回來過，目前行蹤不明。在等待她回來的期間，對她養的寵物米亞奇斯相當的溺愛。所以自由軍的口號成了「米亞奇斯在我胸」，團員証明的ID卡也是用米亞奇斯當徽記。意外的很博學，對於基爾出的小難題輕鬆的就破解了，說出「在幼稚園時期就記起來了」的話令基爾吃了一驚。對於好友在戰鬥中戰死，以及妻子外出流浪不回家，都不會看起來悲傷難過的樣子。
雷斯（Race，聲優：磯部弘）
因菲利亞人。
本名雷西斯．路耶因（Rassis Fomalhaut）。
以雷斯名子出現在里德面前的謎樣商人，真正的身分是因菲利亞王國元老騎士，正引導賽因法特鑰匙而在因菲利亞旅行的途中，受到里德的注意。
樣貌相當的美型，戴著廣幅的帽子上面插著之花是他的標誌。跟里德相會，遵從國王的絕對命令，一時跟里德敵對，之後為了拯救世界行動，決心協助里德等人，之後前往榭雷斯提亞。跟里德不同，所持的武器是細長的細劍，劍術的手腕遠遠在里德之上，跟里德一樣擁有稱為「極光術」的神秘素質。在里德受到希潔兒闇之極光術攻擊時，代替里德等人擋下攻擊，之後將賽因法特鑰匙交付給里德後氣絕身亡。

### 大晶靈

#### 因菲利亞晶靈
溫蒂妮（Undine，聲優：住友優子）
「水」之大晶靈，姿態是冷靜的女性，冷靜的態度像是大晶靈們的領導人般，手持三叉的愛用長槍。
召喚時會用水柱攻擊全體敵人，並幫味方全體恢復HP。
希爾芙（Sylph，聲優：町井美紀）
「風」之大晶靈，背後有著一雙翅膀，年幼的少年姿態，連性格都有點像小孩子，跟諾姆之間的關係不太好，兩個人經常會拌嘴，使用的武器主要為弓。
召喚時會用風將敵人集中到一點將其吹飛。
伊弗利特（Efreet，聲優：稻田徹）
「炎」之大晶靈，身材健壯的男性姿態，性格爽快豪邁。對冰晶靈賽爾修絲抱持著好感。
在較高的難度下會施展（エクスプロージョン・ノヴァ）隱藏的晶靈術攻擊玩家。
出現的時候會說出「在我灼熱的魔手下，化為灰燼吧」。
雷姆（Rem，聲優：町井美紀）
統轄因菲利亞根元晶靈的「光」之大晶靈。是有著六個翅膀高貴樣貌的女性姿態，在水、風、火三位大晶靈同時存在時，才會出現的大晶靈。
管轄「光之橋」，判定資格將人送往因菲利亞、榭雷斯提亞，將里德送過去後，也將雷斯送往榭雷斯提亞去。
召喚時除了TP以外的狀態全部恢復。

#### 榭雷斯提亞晶靈
諾姆（Gnome，聲優：石川英郎）
「地」之大晶靈。在所有晶靈中外貌中較為可愛存在，大大的鼻子是其標記。跟希爾芙素來不合容易拌嘴。
賽爾修絲（Celsius，聲優：野田順子）
「冰」之大晶靈。貌似有著一頭長髮的人類少女，相當的怕熱所以面對伊弗利特相當苦手，但又對於自己身於大晶靈有不拿手的事，因此感到十分羞恥的一面。因為受到世界的崩壞影響而失去自我，將城鎮全部凍結起來，本來在雪山迷路的人，都會受到她的救助，對人類來說是重要的存在。
格鬥技得意，拳頭以及凍氣是其主要的作戰方式，她戰鬥的方式，跟法菈有相同技巧。
沃爾特（Volt，聲優：高塚正也）
「雷」之大晶靈。帶著閃電的球形晶靈，說話有點像是機械式的片語是他的特徵。
夏德（Shodow，聲優：江原正士）
統馭榭雷斯提亞晶靈的「闇」之大晶靈。以持有雙刃槍的騎士姿態出現。
跟雷姆一起，授予里德強力的劍（エクスカリバー）。
是隱藏的晶靈，沒有拿到也不會影響故事進行。

#### 上位大晶靈
麥斯威爾（Maxwell，聲優：青野武）
統合全部晶靈的「元（元素）」之大晶靈，有著老者姿態坐在漂浮的物體上。
跟夏特一樣是隱藏的晶靈。
傑古路斯（Zekundusu，聲優：盐泽兼人）
隱藏的「時」之大晶靈，管理時間流動的晶靈。外觀是深藍色的騎士，隱藏在最終迷宮裡。在遊戲中可以選擇挑戰他並取得強力裝備，但不論挑戰與否都不會影響主線進行。

### 反派人物
希潔兒（Shizeru，聲優：伊倉一恵）
榭雷斯提亞人。
巴利魯的妻子掌握榭雷斯提亞實際權力的女性。
在加雷諾斯底下當助手的時候認識巴利魯。跟巴利魯結婚後生下梅樂蒂，這段幸福持續了相當長的時間，當時的領主畢里亞爾，在面前殺害了巴利魯，這時候希潔兒的闇之極光覺醒了，她打倒了畢里亞爾，但也被尼雷德佔據了精神。
這件事之後失去了人類的感情，將自己的存在隱藏起來，並跟已經死去的巴利魯在一起，巴利魯所倡導的「非物質世界回歸」，變成了口號「物質世界破壞」，以扭曲的方式實現他的理想，實際上她對梅樂蒂以及背叛者希亞迪斯進行人體實驗，之後將梅樂蒂放棄。
里德的「真之極光」解放了被尼雷德束縛的她，為了阻止世界的毀滅代替女兒梅樂蒂施展闇之極光後身亡。
希亞迪斯（Hades，聲優：高塚正也）
元·巴利魯忠實輔佐官、榭雷斯提亞人。
生來性格上就很善良，對於年幼的梅樂蒂很照顧。可是畢里亞爾把他女兒當人質，因此只能背叛巴利魯。希潔兒在闇之極光覺醒後，便以背叛為理由，令其接受闇之極光的實驗，結果造成他失去了人類的情感，變成了只要妨礙希潔兒的人，就殺無赦的瘋狂殺人鬼。
本篇中，追著梅樂蒂到因菲利亞，襲擊拉修安村村長的家。將艾門毀滅居民殺掉，數次與里德等人交手，在擊倒後還可以瘋狂的笑著。第二型態不知道為什麼會出現在隱藏的迷宮中。

### 其他人物
奎奇（Quickie，聲優：住友優子）
梅樂蒂的寵物。叫聲跟名子一樣是，里德稱為「容易理解的名稱」。
能早一步發現危險，具有極高的智能聽得懂人話。當戰鬥的時候梅樂蒂的通常攻擊，是由奎奇所擔任。
巴利魯（聲優：新田三士郎（ドラマCD））
因菲利亞人。
榭雷斯提亞總領主，梅樂蒂的父親。里德的父親畢茲·赫歇爾，雷斯的母親羅娜是在拉修安村一起長大的好友。
在王立天文台進行光之橋的研究，證實了光之橋是可以使用的，單獨前往榭雷斯提亞，當時受到了重傷，是希潔兒救了他。之後在加雷諾斯底下一起研究，後來跟希潔兒結婚生下了梅樂蒂。
因光晶靈術士的才能，受到畢里亞爾認同，成了地方上的領主，由於致力於和平而有了多數的支持者，也為此被畢里亞爾視為危險人物，而將他謀殺。儘管他後來已經死亡，還是成為了檯面上的總領主，希潔兒（尼雷德）隱蔽工作的原因，將亡骸安置在巴利爾城中。
他所倡導的「非物質世界回歸」，其實只是「人類重要的是精神。捨棄世俗的物慾，放棄爭鬥的欲望」這樣程度的理念，來呼籲和平的訴求。艾門的圖書館裡，保存著書寫該理念的書籍。
加雷諾斯（聲優：青野武）
榭雷斯提亞人。
榭雷斯提亞的天才晶靈技師。從克雷默發動機以及艾拉拉電話開始，梅樂蒂到因菲利亞的克雷默飛行器，捕獲大晶靈的克雷默傘，他發明的製品有多樣化的種類（原本克雷默飛行器，是考慮讓巴利魯回到因菲利亞的方法，所研究出來的手段）。
梅樂蒂被母親捨棄時，將她帶回去養育。現在成了梅樂蒂的師父，讓她幫忙研究，所以她是希潔兒、巴利魯之後的弟子。
在西爾耶西卡協助下完成晶靈砲，借助因菲利亞軍的協助完成了電擾砲（フリンジ砲）。
本篇過後的後續小說中，為了保護梅樂蒂而身亡。
羅森·拉莫亞（聲優：石川英郎）
因菲利亞人。
因菲利亞王國衛兵長。真正貴族血統的少爺，但是見到平民沒有認為他們身分低微。沒有實戰的經驗，只有做過稻草人（假人）程度的訓練，家世受到國王的信賴，在故事終盤，將因菲利亞跟榭雷斯提亞交涉大使的權利委託給他。
對雅蓮迪公主抱持著好感，對她十分的愛慕。將雷西斯視為情敵。
艾菈（聲優：米本千珠）
榭雷斯提亞人。
自由軍西爾耶西卡的副官。
17歲時，受過弗格救命之恩。之後為了報答救命恩人而努力學習，加入西爾耶西卡（弗格救艾菈的事已經不記得了）。
現在擔任弗格參謀的職務，需要動腦的事務工作全部一手包辦，彌補弗格的不足之處，對西爾耶西卡是不可或缺的存在。對弗格抱持著愛意，不過他的愛的是行蹤不明的妻子，由於理解已婚的關係，所以沒有並沒有表現出來，偶爾會覺得對於弗格的豪爽感到尷尬。對於處境相同的羅森，有種同伴的奇妙感覺。
雅蓮迪（聲優：柿沼紫乃（ドラマCD））
因菲利亞人。
因菲利亞王國的公主。愛慕著元老騎士雷西斯。
剛登場的時候是個不知道政治情勢的公主，在雷西斯死後知道雷西斯的遺志，找回王女的責任而醒悟。是物語中看的出明顯成長的角色。實際上跟雷西斯是同父異母的兄妹，不過本人並不知實情。
瑪傑特（聲優：坂口哲夫（ドラマCD））
因菲利亞人。
基爾的恩師，梅魯尼克斯語（語）的權威博士。
原本敏特大學的教授，現今離開大學在莫路路村（モルル村）中生活，是了解基爾優點跟缺點的人。對於梅魯尼克斯十分的了解，因此基爾帶著里德等人前去拜訪他，將俄歇耳環（オージェのピアス）給里德等人。教導基爾「看不到的東西就無法學習」，不僅僅學習在書本上的知識，還要用自己的眼睛到處看看這個世界重要觀念的人。
左西莫斯（聲優：矢田耕司（ドラマCD））
因菲利亞人。
王立天文台長。成功測出地面跟世界隔離界面距離的人。是名優秀的學者，對於國王發言（大地傾斜是榭雷斯提亞人的陰謀），雖然知道這跟事實不符但也沒有否認。
沙格拉（聲優：田中大文（ドラマCD））
榭雷斯提亞人。
艾門的武器職人，妻子布連達（ブレンダ）與弟子哈密路特（ハミルト）一起經營武器店。
對於梅樂蒂有如家人般的珍惜，在希亞迪斯襲擊艾門後他活下來了，因沒有製作出強大的武器保護大家而心有懊悔，現今把所有的心血投注在艾門的復興上。
卡姆蘭（聲優：麻生智久、掛川裕彦（ドラマCD））
因菲利亞人。
拉修安的村長。把法菈當作引起拉修安悲劇的主因，在希亞迪斯襲擊里德等人時，把法菈當成麻煩的製造者，並以村子安全為由驅趕他們出村子。

## 戰鬥系統
進取式線性動作戰鬥系統（A-LMBS）
其他角色也能在使用中級以上的魔法時移動，亦可能連續三次普通攻擊，比較容易連擊，使戰鬥的速度感增加。戰鬥介面也被更新，加入人物頭像。從此成為以後傳奇系列戰鬥系統的基礎。

## 主題曲
片頭曲：flying
詞：AZUKI 7　曲：中村由利　編曲：古井弘人　歌：Garnet Crow
片尾曲（PS版）：eighteen（1st album《Rail》収録）
作詞：車谷啓介　作曲：岩井勇一郎　編曲：New Cinema 蜥蜴 歌手：New Cinema 蜥蜴
- PSP版改使用別首曲子

## 備註
1. ↑  在梅魯尼克斯語的英文記法為Wealth（財富）

## 外部連結
- （日語）傳奇系列官網連結 （页面存档备份，存于）
- （日語）NAMCO BANDAI Games Inc統合網站 （页面存档备份，存于）